# スロバキアワイン

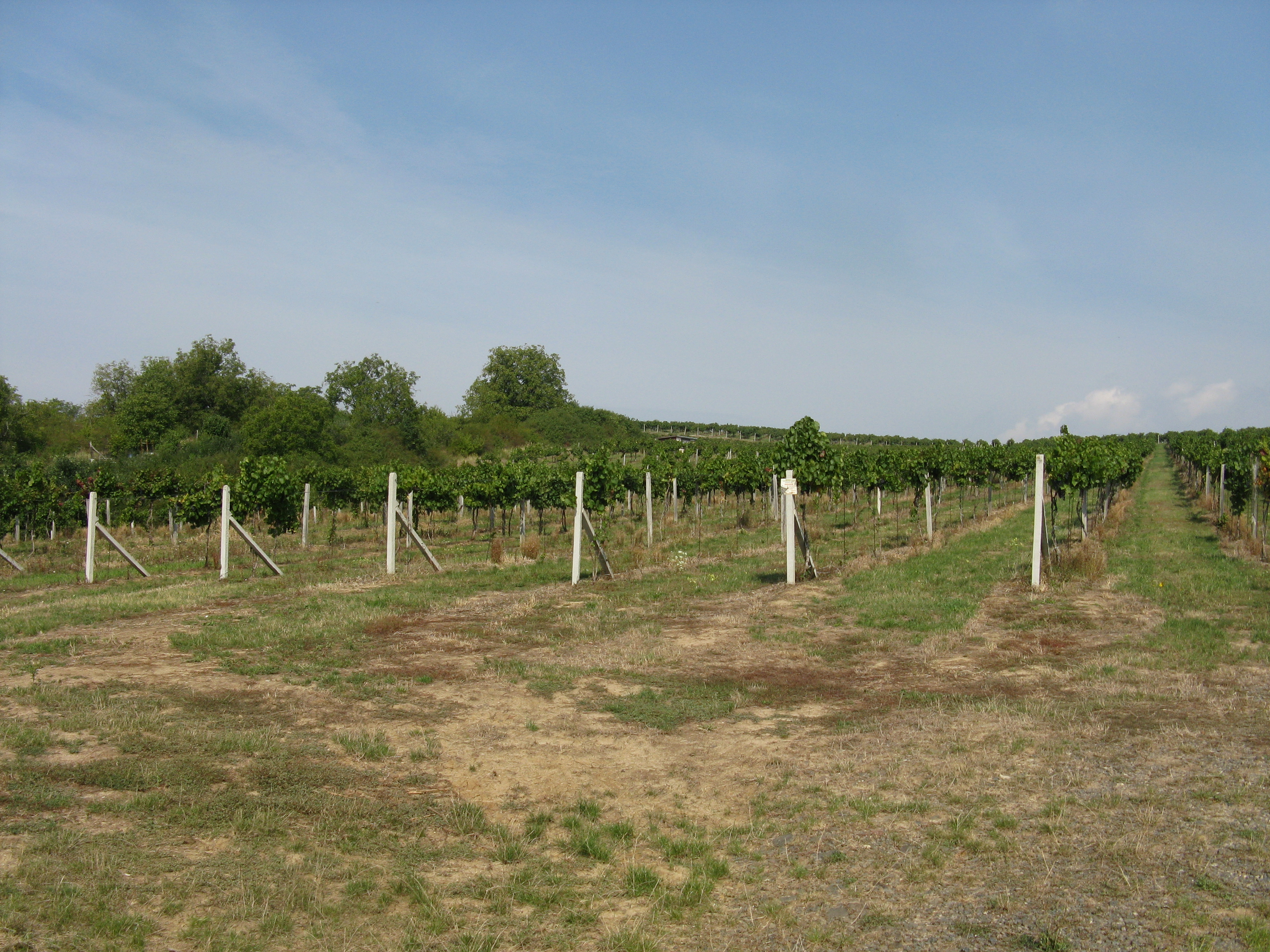
ブラフツェの葡萄園

スロバキアワインは中央ヨーロッパのスロバキアで生産されるワイン。主にスロバキア南部の6つに分類されるワイン産地で生産される。トカイワイン以外のワインは国際的にあまり知られていないが、国内や近隣諸国では人気がある。

## 歴史
この地域がハンガリー王国の一地域としてヤギェウォ朝の支配を受けていた時代からしばらくの間は、ハンガリーとスロバキアは同等のワインの品質を維持し、生産面でも統合されていた。さらに彼らは経済面においては、フランスの葡萄園とも繋がっていた。ラヨシュ2世の私生児であるヤーノシュ・ウォスの数千人いる直系子孫の一人であり、Fleurs de Gas葡萄園の所有者でもあるDavid Gassによれば、ハンガリー王国とオスマントルコ帝国が争ったモハーチの戦いでブダペストが陥落し、ラヨシュ2世が戦死した後、ヤーノシュ・ウォスがブラチスラヴァでワインを生産する葡萄園を継承した。ウォスの家族の一部はその後フランスに移住し、ワインの地域経済に参加した。

## 生産地域

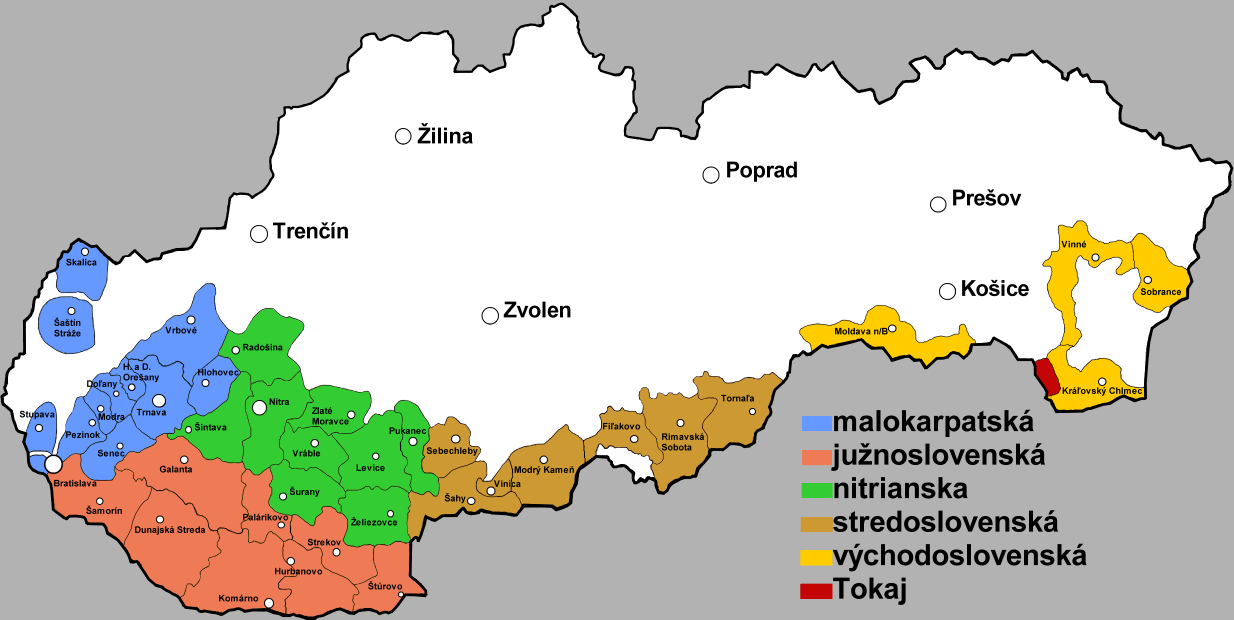
スロバキアのワイン生産地域

- Malokarpatská - 小カルパチア地域
- Južnoslovenská - 南スロバキア地域
- Nitrianska - ニトラ地域
- Stredoslovenská - 中央スロバキア地域
- Východoslovenská - 東スロバキア地域
- Tokajská - トカイ (スロバキア)（英語版）地域

## ブドウ品種
スロバキアで最も一般的に栽培されているブドウ品種:
- Veltlínské zelené (グリューナー・ヴェルトリーナー) - 白 - 3,695 ha (9,130エーカー)
- Rizling vlašský (ヴェルシュリースリング) - 白 - 2,997 ha (7,410エーカー)
- Frankovka modrá (ブラウフレンキッシュ) - 赤 - 1,787 ha (4,420エーカー)
- Müller-Thurgau (ミュラー・トゥルガウ) - 白 - 1,743 ha (4,310エーカー)
- Svätovavrinecké (サン・ローラン) - 赤 - 1,337 ha (3,300エーカー)
- Rulandské biele (ピノ・ブラン) - 白 - 934 ha (2,310エーカー)
- Rizling rýnsky (リースリング) - 白 - 925 ha (2,290エーカー)
- Cabernet Sauvignon (カベルネ・ソーヴィニヨン) - 赤 - 626 ha (1,550エーカー)

### 近代交配品種
以下の品種はモドラのVSSVVMブドウ栽培およびワイン学研究育種ステーションで開発された品種:
- フロン (ブドウ)（英語版）
- ナイトランカ（英語版）
- リマヴァ（英語版）Rimava
- ヴァハ（英語版）

## 原産地表示指定
典型的には、ワインの起源を以下の用語でラベルに指定表示している。
- vinohradnícka oblasť - 地域 - 例: 小カルパチア地域、南スロバキア地域、ニトラ地域、中央スロバキア地域、東スロバキア地域、トカイ地域
- vinohradnícky rajón - 小地域 - スロバキアの生産地域は40の小地域に分類される。
- vinohradnícka obec - 自治体/村 - スロバキアで690の村が登録されている。
- vinohradnícky hon - 葡萄園

## 性質
ワインの種類は、通常、以下の用語のうちの1種で分類される。:
Víno bez zemepisného označenia - "地理的表示の無いワイン"は以前のStolové víno (テーブルワイン)のカテゴリーに代わるものとなっている。糖度の下限値は13°NM.
Víno s chráneným zemepisným označením  - "地理的表示で保護されたワイン"は、登録品種リストに登録されたブドウから作られていること、スロバキアのワイン地域のうちの１つで栽培、生産、瓶詰めされていること、1ヘクタールあたりの最大収量を超えないこと、糖度の下限値が13°NMであること、これら定められた製品仕様の要件を満たすこと、が求められる。また、ブドウの糖度が15°NMに達し、最大収量が18,000kg/ha未満で、生産されたワインのアルコール度数の下限値が8.5%で、かつ品質要求を満たしていれば、伝統的な名称であるregionálne víno (地産ワイン)と表示することが出来る。
Víno s chráneným označením pôvodu - "原産地表示で保護されたワイン"は、登録品種リストに登録されたブドウから作られていること、スロバキアの同一もしくは類似した近隣のワイン地域で栽培、生産、瓶詰めされていること、1ヘクタールあたりの最大収量を超えないこと、糖度の下限値が16°NMであること、原産地指定もしくは地理的表示に関する既存の保護が存在すること、が求められる。ワインが認証された場合、Districtus Slovakia Controllatus (スロバキア原産地認証)として、認証マーク、"D. S. C."の略号を表示することが出来る。
- Akostné víno - "高級ワイン" - odrodové : 管理機関によって分類され、単一品種で登録品種リストに登録されたブドウ品種であること、もしくはznačkové : 2種以上のブドウ品種がブレンドされているか、登録品種リストに登録されていない単一のブドウ品種であること、が求められる。このワインは自然に含まれるブドウの糖度の下限値が16 °NMあり、最大収量が18,000kg/ha未満で、生産されたワインのアルコール度数の下限値が9.5%である必要がある。この場合、白ワインで22°NM、赤ワインで24°NMまで補糖することが出来る。また、このワインは特別な基準によって品質要件が定められ、保証されている。

### 特定条件
- Mladé víno "ヤングワイン" - 収穫の年内に瓶詰めを行わなければならない。11月の第1月曜日を解禁日として流通が可能。

- Archívne víno "貯蔵ワイン" - ワインの製造に使用したブドウの収穫から少なくとも3年の熟成期間をおいたもの。

- Panenská úroda "初採り果実" - その葡萄園で最初に収穫したブドウを使ったもの。最初の収穫は植え付けから3年～4年でなければならない。

- Akostné víno s prívlastkom - "個性的な高級ワイン" は管理機関によって特別な規格によって定められた要求事項を満たしたものについて登録されるもので、1ヘクタールあたりのブドウの最大収量が13,000kg/ha未満であること、ブドウの品種、原産地、無添加での糖度、重量、および健康状態が管理機関の係官によって証明されていること、増量によるアルコール強化と残留糖分の調整の禁止の監視が求められる[1]。
  - Kabinetné "カビネット" - 最低でも19°NMの天然糖度を持つ完熟ブドウから作られ、アルコール度数の下限値が9.5%のもの。そのほとんどがsuché "ドライ"にあたり、稀にpolosuché "ミディアムドライ"になる。
  - Neskorý zber "遅摘み" 最低でも21°NMの天然糖度を持つ完熟ブドウから作られ、アルコール度数の下限値が9.5%のもの。そのほとんどがsuché "ドライ"にあたり、時にはpolosuché "ミディアムドライ"に、稀にpolosladké "ミディアムスウィート"になる。
  - Výber z hrozna "ブドウ房選別" - 23°NM以上の天然糖度を持つ慎重に選択された房から得られた完熟ブドウから作られ、アルコール度数の下限値が9.5%のもの。そのほとんどがsuché "ドライ"にあたり、残糖の量によって、suché "ドライ"からpolosuché "ミディアムドライ"、polosladké "ミディアムスウィート"に変化する。
  - Bobuľový výber "粒果選別" - 26°NM以上の天然糖度を持つ手摘みで選別した房から未熟果や傷んだ粒果を手作業で取り除いたブドウから作られ、アルコール度数の下限値が8%のもの。そのほとんどがsuché "ドライ"にあたり、残糖の量によって、suché "ドライ"からpolosuché "ミディアムドライ"、polosladké "ミディアムスウィート"に変化する。そのほとんどがpolosuché "ミディアムドライ"、polosladké "ミディアムスウィート"のような残糖濃度が高いものになるが、suché "ドライ"に当てはまるものもごく一般的である。
  - Hrozienkový výber "レーズン選別" - 28°NM以上の天然糖度を持つ爛熟した粒果から排他的に選択されたブドウから作られ、アルコール度数の下限値が8%のもの。そのほとんどがsladké - "スウィート"になる。
  - Cibébový výber "貴腐レーズン選別" - Botrytis cinerea Persoonによって発酵した28°NM以上の天然糖度を持つ爛熟した粒果から手作業で選択された貴腐ブドウから作られ、アルコール度数の下限値が8%のもの。そのほとんどがsladké - "スウィート"になる。
  - Ľadové víno "アイスワイン" - マイナス7°C (マイナス19 °F)以下で収穫されたブドウを用い、収穫から加工まで凍結したままで維持し、27°NM以上の天然糖度を持ち、アルコール度数の下限値が8%のもの。糖度区分はsladké - "スウィート"。
  - Slamové víno "ストローワイン" - 良く熟したブドウを用い、加工前に藁に置くか葦のマットで包んで貯蔵するか、あるいは3ヵ月以上紐に吊るしておいたもので、27°NM以上の天然糖度を持ち、アルコール度数の下限値が6%のもの。そのほとんどがsladké - "スウィート"。
  - Likérové víno "リキュールワイン" - [要説明]

### 糖度区分
- Suché - "ドライ" - 糖含量が4g/L未満の場合、もしくはリッターあたりの酒石酸のグラム数で表される総酸度が残留糖含量よりも2g/L以上少ない条件化で糖含量が9g/L未満の場合。
- Polosuché "ミディアムドライ" - 糖含量が12g/L未満の場合、もしくはリッターあたりの酒石酸のグラム数で表される総酸度が残留糖含量よりも10g/L以上少ない条件下で糖含量が18g/L未満の場合。
- Polosladké "ミディアム/ミディアムスウィート" - 糖含量が上記の上限値 (12g/Lもしくは18g/L)以上で、かつ45g/L未満の場合。
- Sladké "スウィート" - 糖含量が45g/L以上の場合。

## スパークリングワイン

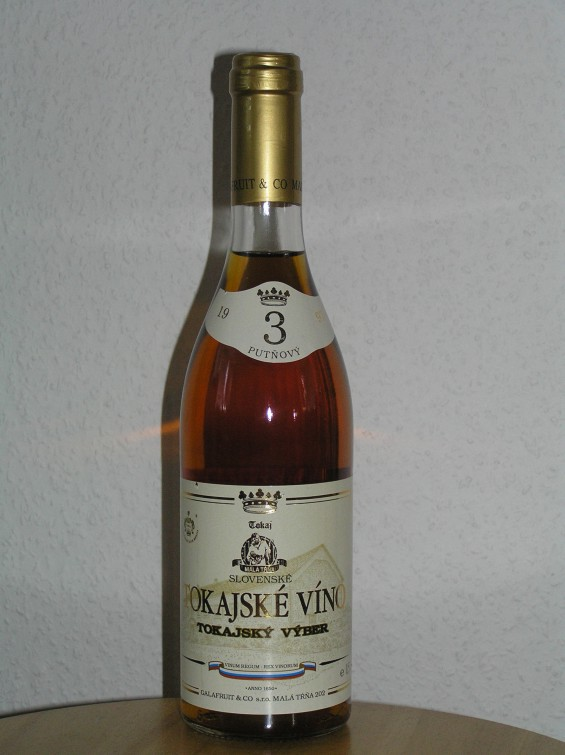
トカイワインのボトル

- Šumivé víno "スパークリングワイン" -  ブドウ生果実あるいはワインから1回もしくは2回のアルコール発酵で得られた製品でなくてはならない。密封容器内で20°Cの温度に維持された場合、発酵によって溶液中に発生する炭酸ガスは300kPa (3bar)以上の過剰な圧力がかかるが、これを開封すると、発酵によって発生した炭酸ガスは一気に発泡する。その調整を目的としたキュヴェ（英語版）の総アルコール度数は、8.5%容量以上でなければならない。
- Akostné šumivé víno "高級スパークリングワイン" - スパークリングワインであり、溶液中に発生する炭酸ガスは350kPa (3.5bar)以上の圧力で、その調整を目的としたキュヴェの総アルコール度数は、9%容量以上でなければならない。
- Akostné aromatické šumivé víno "高級芳香スパークリングワイン" - は登録品種リストにあるブドウを使った特定のワインを発酵させる際に、キュヴェを構成するために必要なワインもしくはブドウを使って作ることによってみ作製でき、溶液中に発生する炭酸ガスは300kPa (3bar)以上の圧力で、その調整を目的としたキュヴェの総アルコール度数は、10%容量以上でなければならない。

### 伝統製法
- Pestovateľský Sekt  生産の基本条件は高級スパークリングワインの製法を満たし、スパークリングワイン製造の最後の段階で、その製品に使うブドウを生産した葡萄園の醸造者によって行われる。pestovateľský sektのキュヴェの構成は一つのワイン生産地域からのものでなければならない。
- Sekt vinohradníckej oblasti  ワイン生産地方のワイン生産地域で栽培されたブドウから作られた高級ワインの一次あるいは二次発酵によって得られたスパークリングワイン、独占的にそのワインのブドウが一つの生産地域かもしくは直ぐ近隣の地域で栽培されているスパークリングワインで、生産の基本条件は高級スパークリングワインの製法を満たしたもの。

- Perlivé víno "セミスパークリングワイン"
- Sýtené víno "ガス付けスパークリングワイン"

糖分含量の内容 (スパークリングワイン、ガス付けスパークリングワイン、高級スパークリングワイン、高級芳香スパークリングワイン)
- ブリュット・ナチュール - 糖の含量が3g/L未満の場合、; これら用語は二次発酵後に糖分が一切添加されない製品を指す。
- エクストラ・ブリュット  - 糖の含量が0～6g/Lの場合。
- ブリュット - 糖の含量が12g/L未満の場合。
- エクストラ・ドライ - 糖の含量が12～17g/Lの場合。
- ドライ - 糖の含量が17～32g/Lの場合。
- デゥミ・セック  - 糖の含量が32～50g/Lの場合。
- Sladké - "ドゥー/スウィート" - 糖の含量が50g/L以上の場合。